# هشام عبود
هشام عبود (15 يونيو 1955 بباب الوادي)، هو كاتب وصحفي جزائري، مُؤسس صحيفتين «مون جورنال» باللغة الفرنسية و «جريدتي» باللغة العربية. اعتبارًا من عام 2023، أصبح لدى عبود أكثر من 613000 مشترك على اليوتيوب.

## سيرة
ولد في 15 يونيو 1955 بباب الوادي التحق عبود بالجيش الوطني الشعبي الجزائري عام 1975. تخرّج سنة 1978 من معهد العلوم السياسية والإعلام بجامعة الجزائر.

### البدايات
في عام 1979، أصبح عبود رئيس تحرير صحيفة الجيش، المنشور الرسمي للجيش الوطني الشعبي. أصبح عبود رئيس ديوان محمد بتشين في عام 1987، في ذلك الوقت، كان بيتشين مديرًا للمفوضية العامة للوقاية والأمن، جهاز المخابرات العسكرية الجزائرية. خلال عمله كرئيس ديوان بيتشين، كان عبود يساهم في «الهدف» تحت اسم مستعار. ترك الجيش في 16 أكتوبر 1992. أنشأ يومية مستقلة تغطي شرق الجزائر باسم الأصيل، حظرت اليومية في عام 1993 لانتقادها العنيف للحكومة. بعد انتقاله إلى قسنطينة في عام 1994، اصدر في مارس 1994 يومية «الحر» (بالفرنسية: Le libre)‏. ولم تعمر هذه الجريدة طويلا إذ اغلقتها السلطات الجزائرية في شهر اوت من نفس السنة بعد انتقادات للجيش والحكومة. فأصدر بعدها أسبوعية تحمل نفس الاسم في شهر نوفمبر التي اغلقتها قبل صدورها وقامت السلطات بمتابعة هشام عبود بتهمة «المساس بأمن الدولة» كما تعرٌض لعدة ملاحقات قضائية بسبب كتاباته الصحفية. في عام 1995، أصبح عبود مراسل الجزائر لو كوتيديان دو باريس ‏، وسحبت وزارة الخارجية الجزائرية اعتماده.

### مغادرة الجزائر
أمام تعدد الأحكام القضائية ضده والتي بلغ عددها الأربعة اضطر إلى مغادرة البلاد في 17 فبراير 1997 رغم امر منعه من مغادرة الجزائر. حصل على حق اللجوء السياسي في فرنسا عام 1997 حيث أصدر كتابًا عام 2002 بعنوان "مافيا الجنرالات" (بالفرنسية: La Mafia des Généraux)‏. في الكتاب الذي ابتكره بهدف "كسر أوميرتا"، ندد بالحكومة الجزائرية ووصفها بـ "المافيا السياسية والعسكرية". أنشأ مجلتين أثناء وجوده في فرنسا، جذور ماوراء المتوسط (بالفرنسية: Racines d'Outre-Méd)‏ في عام 2004 ومعالم مغاربية (بالفرنسية: Repères Maghrébins)‏ في عام 2009.

### العودة للجزائر
في 1 نوفمبر 2011 اغتنم هشام عبود ما سمي بالربيع العربي ليعود إلى الجزائر معترضا على كل الأحكام التي صدرت ضدّه طالبا محاكمة عادلة وعلنية.
و كان أول مثول له أمام القضاء في جلسة علنية بمحكمة حسين داي بالجزائر العاصمة يوم 10 نوفمبر 2011 للاعتراض على الحكم  الذي صدر ضده غيابيا بسنة سجن نافذ. وانتهت المحاكمة بتبرأته من التهم الموجة له «الوشاية الكاذبة والمساس بهيئة نظامية».
استفاد من البراءة من القضايا الأربعة التي كان متابعا فيها قبل مغادرته التراب الوطني في 1997 بحكم القادم حيث مرّت أكثر من عشرة سنوات على هذه القضايا.
16 جوان 2012 حصل على ترخيص إصدار نشرية صحيفتين «مون جورنال» باللغة الفرنسية و «جريدتي» باللغة العربية.
13 سبتمبر 2012 أقفلت السلطات الجزائرية النشريتين بعدما وجهت للصحفي هشام عبود تهمة «المساس بأمن الدولة والمساس بالوحدة الترابية والمساس بحسن تسيير مؤسسات الدولة بسبب تصريحات أدلى بها لقنوات تلفزية دولية»
كما جاء في بيان النائب العام لمحكمة الجزائر في خبر نشرته وكالة الأنباء الجزائرية يوم 20 أفريل 2013. وذلك بعد أن كتبت عن صحة الرئيس الجزائري عبد العزيز بوتفليقة.

### المغادرة الأخيرة
في 10 اوت 2013 غادر هاربا من الجزائر عبر الحدود البرية التونسية بجواز سفره رغم منعه من السفر. يعيش حاليًا في فرنسا بموجب بطاقة إقامة لمدة عشر سنوات. أنشأ قناة تلفزيونية سويسرية في عام 2018 باسم آمال تي في، القناة التي تبث من فرنسا عبر آي بي تي في والأقمار الاصطناعية، أفلست آمال تي في في نفس العام بسبب نقص التمويل. أنشأ قناة على اليوتيوب اسمها "Aboud Hichem TV" في 10 مايو 2018.
في فبراير 2020، حكمت محكمة في تبسة على عبود غيابيًا بالسجن 10 سنوات بتهمة "الهجرة غير الشرعية" بتهم تتعلق بفراره إلى فرنسا عام 2013. في أبريل 2021، حكمت محكمة في الشراقة على عبود بالسجن سبع سنوات بتهمة "إفشاء معلومات سرية" بسبب الإبلاغ عن خالد نزار ومذكرة توقيفه في سويسرا بتهمة ارتكاب جرائم ضد الإنسانية. أصدرت محكمة في بئر مراد رايس مذكرة توقيف بحق عبود بتهم تتعلق بتورطه المزعوم في حركة رشاد، التي وصفتها الحكومة الجزائرية بأنها جماعة إرهابية. وصدرت مذكرة توقيف دولية في وقت لاحق من ذلك العام، لكن فرنسا رفضت تسليمه إلى الجزائر.
في عام 2022، زعم عبود أنه كان ضحية مؤامرة اغتيال في بروكسل، وبحسب ما ورد وجه عبود اتهامات ضد أشخاص يعتقد أنهم مسؤولون عن المؤامرة.

## مؤلفاته
أشهر كتبه مافيا الجنرالات؛ الذي صدر في فبراير 2002 عن دار النشر (J.C Lattès (La Mafia des Généraux

## علاقاته ببعض الشخصيات
نتيجة نشاطه الإعلامي المكثف في مختلف النشاطات ربط هشام عبود علاقات وطيدة مع عدّة شخصيات سياسية وثقافية ورياضية من بينهم علي بن حاج نائب رئيس الجبهة الاسلامية للإنقاذ، سفيان جيلالي رئيس حزب جيل جديد.